# Zhivka Baltadzhieva
Zhivka Baltadzhieva (Sofía, 23 de septiembre de 1947) es una poeta, ensayista, guionista, traductora literaria y profesora universitaria búlgara.

## Trayectoria
Nació en Sofía y creció en la ciudad de Sliven. Su infancia estuvo marcada por las sucesivas reclusiones de su padre, también escritor, en cárceles y campos de concentración entre 1947 y 1974, de manera que no lo conoció hasta los cinco años de edad.
Desde muy pequeña tuvo afición por la poesía y la escritura. Ya con nueve años hizo su primera publicación en el periódico de los pioneros. En 1971 publicó el libro de poemas Plexo solar, que obtuvo el Premio Nacional de Poesía a Primer Poemario. Ese mismo año, tras acabar sus estudios en la Universidad San Clemente de Óhrida de Sofía, consiguió su licenciatura en Filología Búlgara y Rusa. Trabajó en la Radio Nacional y en la revista literaria Plamak de la Unión de escritores búlgaros.
En 1974 fue Premio Nacional de Poesía Dimcho Debelianov por un amplio ciclo de poemas, publicado en el periódico Puls, pero en 1975 no salió a la calle su siguiente libro Amor', obra censurada y destruida en la imprenta. En 1982 publicó Iluminación Diurna. Le siguieron Mitologías Apátridas en 2007 y el poemario finalista del Premio Nacional de Poesía Iván Nikolov y del Premio Nacional de las Artes Dobri Chintulov, Nunca. Otros poemas. (2009)
A comienzos de la década de 1990 llegó a España e hizo un doctorado en Filología Eslava y Lingüística Indoeuropea en la Universidad Complutense de Madrid, donde también impartió asignaturas como Introducción a las literaturas eslavas y Literatura Búlgara o Relaciones literarias hispano - eslavas durante casi dos décadas. Otra de sus actividades fue la traducción al español de obras de importantes autores búlgaros como El Misterioso Caballero del Libro Sagrado de Anton Donchev, en 2003; Espacios de Blaga Dimitrova, que obtuvo el Premio Nacional de Traducción en 2006 o Poesía de Hristo Botev, galardonada con el Premio Nacional de Traducción, 2014. También tradujo al búlgaro obras de autores españoles como Federico García Lorca, Miguel Hernández o Mario Benedetti.
Escribió su obra de las últimas décadas indistintamente en búlgaro y español. En España publicó los poemarios bilingües Fuga a lo Real y Sol en 2012. Posteriormente, GenEs en 2016 o Fiebree en 2019. En 2019 se editó la 3ª edición de "Fuga a lo Real" También escribió ensayos como Reflejos de Cervantes en la literatura búlgara en 2005, guiones de cine documental, libros monográficos y artículos de investigación en revistas especializadas.

## Reconocimientos
Entre los reconocimientos recibidos destaca el de The International Poetry Translation and Research Centre, que la nombró en 2012 Mejor Poeta del Año,y la distinción Poetas de Otros Mundos, que le concedió en 2014 el Fondo Poético Internacional en reconocimiento a la excelencia de su obra poética. Sus poemas están traducidos a varios idiomas y forman parte de reconocidas antologías de la poesía actual editadas en diferentes lugares del mundo.